# Estadio Las Victorias
El Estadio Las Victorias es un escenario de fútbol ubicado en la cabecera departamental de Chiquimula en Guatemala, tiene una capacidad para 10,000 aficionados y es de los pocos estadios en el departamento de Chiquimula.
Es la casa oficial del club Sacachispas que juega en la Liga Primera División de Guatemala, también fue el estadio alternativo del desaparecido Deportivo Zacapa.